# Spectatorsko
Spectatorsko er en type flade oxfordsko med semi- eller fuldbroguemønster, der er fremstillet i to farver, der står i kontrast til hinanden. Typisk er tåen og hælen og nogle gange området omkring snørebåndene i en mørkere farve end resten af skoen. Typen stammer fra 1800-tallet, men nåede sin mest populære periode i 1920'erne og 1930'erne..
Den berømte engelske skomager John Lobb hævder at have designet den første spectatorsko som en cricketsko i 1868.

## Beskrivelse
Almindelige farvekombinationer på spectatorsko inkluderer hvide sko med sort, brun eller gulbrun hæl- og tåkappe, men andre farver kan også bruges. Skoen er typisk fremstillet i læder, men kan også udføres i kanvas eller ruskind. Spectatorskoen blev oprindeligt fremstillet af kalveskind og hvidt bukkeskind eller ruskind i kalv. 

## Saddelsko
Saddelsko er en anden type to-farvet oxfordsko, der kendes fra spectatorskoen ved at have både hæl- og tåkappe uden mønster samt saddelmønstrede stykker midt på foden.